# Trichomanes botryoides
Trichomanes botryoides är en hinnbräkenväxtart som beskrevs av Georg Friedrich Kaulfuss. Trichomanes botryoides ingår i släktet Trichomanes och familjen Hymenophyllaceae. Inga underarter finns listade.